# Svängbro

Svängbro, schematiskt förlopp.

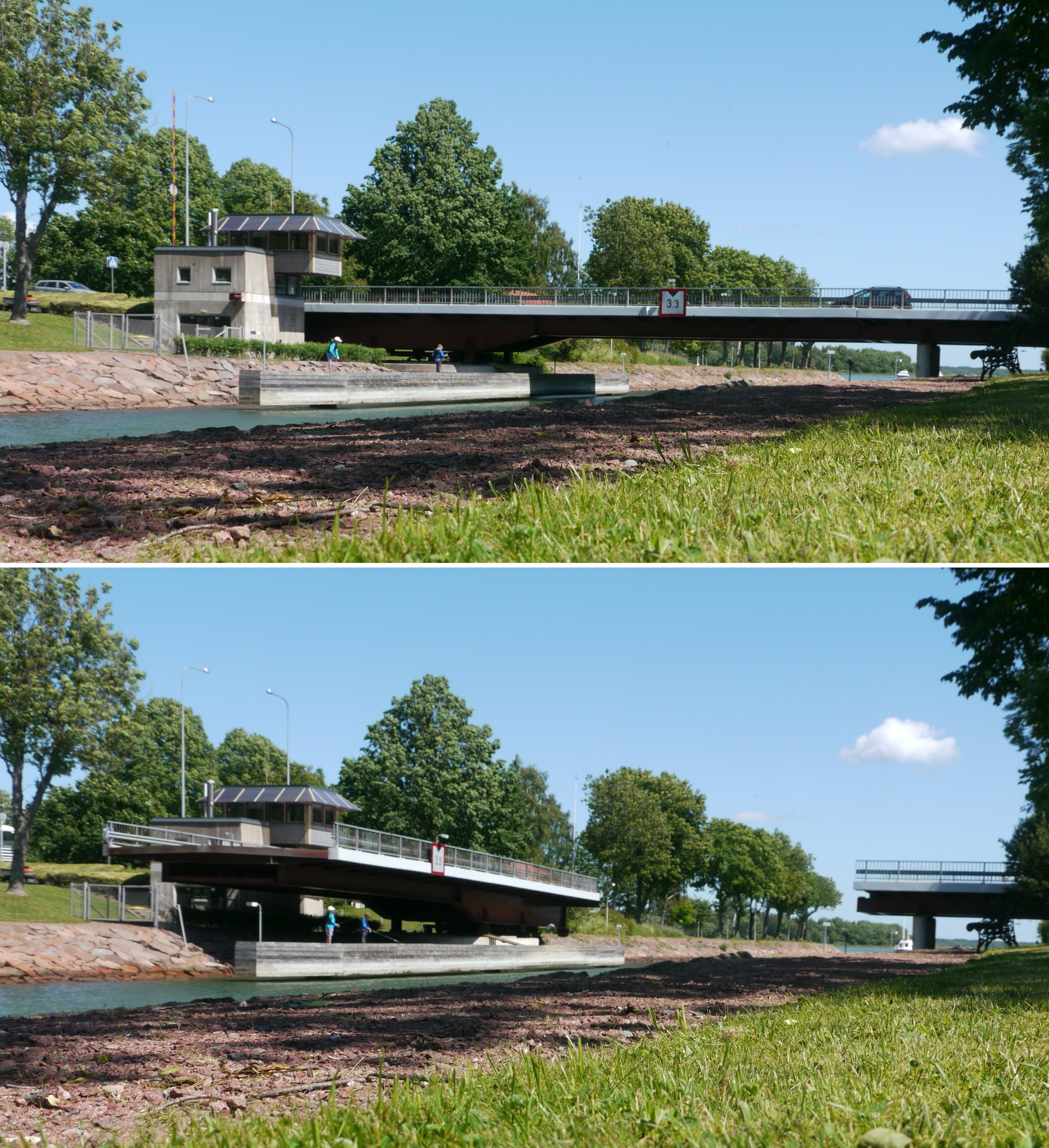
Asymmetrisk svängbro över Lemströms kanal (mellan Lemland och Jomalas kommun, Åland), sluten och öppen

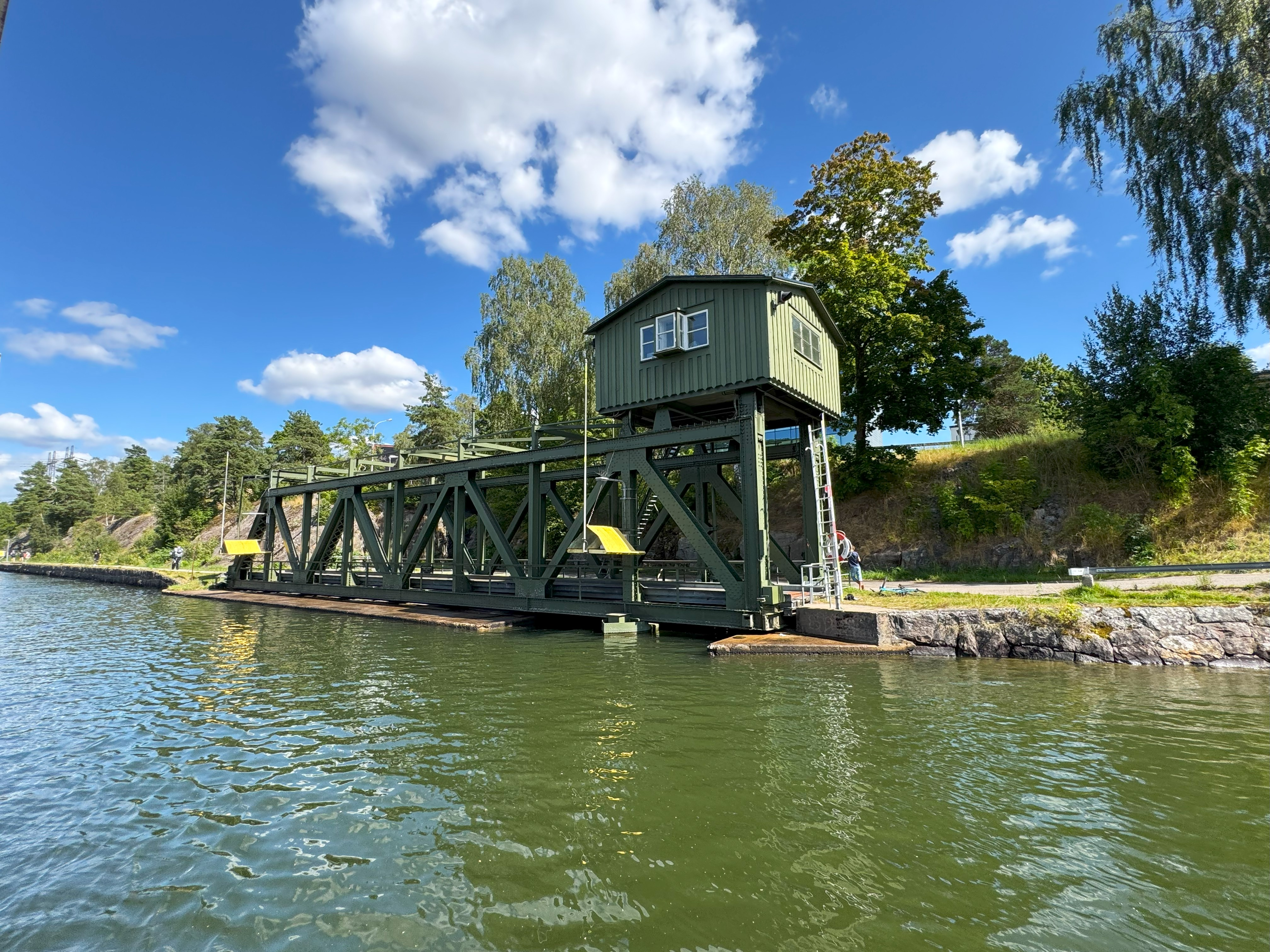
Nohabs svängbro över Trollhätte kanal, vid Innovatum.

En svängbro är en bro som öppnas genom att en svängbar mittdel vrids i en 90-gradig vinkel åt sidan.

## Allmänt
Svängbroar i trä förekom mestadels längs Kinda kanal i Östergötland. Ingen av originalbroarna finns kvar utmed kanalen idag. De allra flesta svängbroar är byggda helt i stål, för att klara belastningen på de ofta långt utkragande broänden. Brotypen ger en effektiv förbindelse för både fordon och höga fartyg till en låg kostnad men ger störningar (väntetider) i fordon- och gångtrafiken och byggs därför enbart i trafikleder med relativt låg trafikintensitet. Sveriges för närvarande (2014) största svängbro är Hjulstabron på riksväg 55 sträckan mellan Enköping och Strängnäs. Den har ett svängspann på 87 meter.

## Svängbroar i Sverige i urval
- Hjulstabron mellan Enköping och Strängnäs (Sveriges största)
- Gamla Stäket svängbron, Järfälla kommun
- Nockebybron i Stockholm
- Tosteröbron i Strängnäs
- Bron över Sotekanalen i Sotenäs kommun
- Djurgårdsbrunnsbron över Djurgårdsbrunnskanalen på Djurgården i Stockholm
- Bron mellan Västra Lagnö och Östra Lagnö på Ljusterö.
- gamla Flottsundsbron (före 2015) i Uppsala
- Hasslöbron mellan Hasslö och Almö i Karlskrona kommun
- Nohabs svängbro i Trollhättan
- Marieholmsbron i Göteborg
- Universitetsbron i Malmö
- Yttre Järnvågsbron i Göteborg

## Lager i svängbroar
Eftersom bron öppnas genom att svängas, används lager i bron. Eftersom broar är tunga, blir det ofta nedböjningar, som leder till snedställningar i lagret. Därför används oftast självinställande sfäriska lager, exempelvis sfäriska axialrullager.